# ميغيل جانسين
ميغيل جانسين (بالهولندية: Miguel Janssen)‏ هو منافس ألعاب قوى هولندي، ولد في 5 سبتمبر 1970 في أورنجستاد في أروبا.

## وصلات خارجية
- ميغيل جانسين على موقع الاتحاد الدولي لألعاب القوى (الإنجليزية)
- ميغيل جانسين على موقع أوليمبيديا (الإنجليزية)